# Rio Quixeramobim
O Rio Quixeramobim é um rio brasileiro que banha o estado do Ceará. Era originalmente conhecido pelos índios que habitavam a região como Ibu.
Nasce na Serra das Matas em Monsenhor Tabosa e banha mais três municípios: Boa Viagem, Quixeramobim e Banabuiú, onde está sua foz no Rio Banabuiú, sendo um de seus principais afluentes. Sua bacia hidrográfica abrange também o município de Madalena, a maior parte de Itatira e uma pequena parte de Santa Quitéria.
Em seu leito estão construídos os açudes, Monsenhor Tabosa, no município de mesmo nome, o Quixeramobim, com capacidade de armazenamento 54.000.000 m³, e o Fogareiro, com capacidade de 118.820.000 m³, ambos no município de Quixeramobim. Estes açudes são a principal fonte fonte de abastecimento hídrico para os três municípios banhados pelo Quixeramobim.

## Condições pluviométricas
O Quixeramobim, como todo curso de água cearense, sofre influência das variações das precipitações pluviométricas, sendo suas descargas máximas observadas na época das chuvas  de fevereiro a maio. sua bacia está totalmente inserida em uma região de clima tropical quente semi-árido.